# Колтман, Лиам
Лиам Джеймс Колтман (род. 25 января 1990 года) - новозеландский регбист. Игрок клуба Хайлендерс и сборной Новой Зеландии по регби. Бронзовый призёр Кубка мира 2019 года в составе All Blacks
Лиам Колтман родился и вырос в Нью-Плимуте на западном побережье Северного острова Новой Зеландии.
Первый матч Колтмана на взрослом уровне прошёл в 2010 году за Отаго в матче против Каунтис Манукау в рамках кубка ITM.

## Карьера
С 2011 Колтман привлекался к тренировкам с Хайлендерс, но дебютировать за главную команду смог лишь в сезоне Супер Регби 2013
Свой первый сезон за горцев Холтман выходил со скамейки запасных подменяя опытного Эндрю Хора в 13 матчах. В следующем году после ухода Хора Колтман стал основным хукером Хайлендерс, а его команда завершила выступление в 1/4 финала проиграв Шаркс 27-31
Сезон 2015 сложился для Хайлендерс триумфально. Горцы впервые в своей истории сумели завоевать титул Супер Регби, обыграв в финале Харрикейнз со счётом 21-14. Колтман выходил в стартовом составе в 15 матчах сезона из 19, в том числе и в финале.
В следующем сезоне Колтман стал проигрывать конкуренцию за место в составе Эшу Диксону, сыграв в основном составе горцев лишь в 6 матчах.
Первый вызов в состав сборной Новой Зеландии Колтман получил в 2016 году, но был лишь третьим запасным на позиции хукера, дебютировать за All Blacks на 65-й минуте матча с Италией, который закончился победой новозеландцев 68-10.
В 2017 году Колтман из-за травмы не играл за All Blacks, а в следующем году принял участие в тестовой серии против Франции
В 2019 году Колтман впервые сыграл в Регби Чемпионшип, два раза выйдя на замену. Своей игрой Колтман сумел убедить Стива Хансена включить его в заявку на Кубок мира 2019. На Кубке мира Колтман впервые сыграл в стартовом составе против сборной Канады, а следующий раз попал в заявку на матч лишь в игре за 3-е место против Уэльса.